# تابستان سرد ۱۹۵۳
تابستان سرد ۱۹۵۳ (روسی: Холодное лето пятьдесят третьего…) یک فیلم جنایی روسی است که در سال ۱۹۸۸ منتشر شد. از بازیگران این فیلم می‌توان به بوریس پلوتنیکوف، آناتولی پاپانف و نینا یوساتووا اشاره کرد.